# Batrisodes zethus
Batrisodes zethus (лат.) — вид мирмекофильных жуков-ощупников (Pselaphinae) из семейства стафилиниды. Вид назван в честь Зефа (Zethus) — сына Зевса и Антиопы.

## Распространение
Китай, Hunan.

## Описание
Мелкие коротконадкрылые жуки. Длина тела 2,8 мм, длина головы 0,6 мм. Основная окраска красновато-коричневая. Усики четковидные, антенномер XI с продольным выступом у середины. Глаза из 60 фасеток. Усики 11-члениковые, брюшко из 5 видимых тергитов. Вертлуги короткие, ноги прилегают к тазикам. Надкрылья в базальной части с 3 ямками. Собран в лесной подстилке.